# سیگور اسبای
سیگور اسبای (نروژی: Sigurd Smebye; ۱۶ مارس ۱۸۸۶ – ۷ ژوئن ۱۹۵۴) ژیمناست هنری اهل نروژ بود.